# Fulgencije Carev
Mons. Fulgencije Carev (Kaštel Gomilica, 15. travnja 1826. – Hvar, 9. srpnja 1901.), katolički biskup, franjevac.
Roditelji su mu Stjepan i Vincenca r. Perlin. Srednju školu završio je u Hvaru, gdje je obukao redovničko odijelo i ušao u novicijat. Prve zavjete položio je 27. siječnja 1850., uz dozvolu državnih vlasti, a 25. ožujka iste godine zaređen je za prezbitera u Zadru, gdje je iza toga završavao studij teologije. Bio je na Badiji, pa gvardijan u Kopru. Provincijal je zadarske Franjevačke provincije sv. Jeronima od 1866. do 1869. g. Zatim je ponovno u Kopru, a potom gvardijan samostana u Zadru. Nadbiskupom u Skoplju imenovan je 28. ožujka 1879., a 27. travnja iste godine ga je papa Lav XIII. zaredio za biskupa. U Skoplju je, uz mnogo truda, imao vidnih uspjeha u duhovnoj obnovi svoje crkvene zajednice, ali teški uvjeti rada, pokornički život i veliko siromaštvo oštetili su mu zdravlje. Nije tražio premještaj, ali su njegovi prijatelji zamolili Sv. stolicu da mu se dade lakša biskupija. Premješten je u Hvar, gdje od 20. siječnja 1889. do smrti upravlja hvarskom biskupijom. Njegovi su posmrtni ostatci preneseni iz katedrale u franjevačku crkvu, prigodom proslave petstote obljetnice samostana, 1961. godine.